# Leslie Rutledge
Leslie Carol Rutledge (Batesville, 9 de junio de 1976) es una abogada y política estadounidense, miembro del Partido Republicano, que se desempeña como la vicegobernadora de Arkansas desde enero de 2023. 
Previamente fue la fiscal general de Arkansas desde el 13 de enero de 2015 hasta el 10 de enero de 2023, siendo la primera mujer en ocupar el cargo. En 2020, anunció su candidatura para las elecciones para gobernador de Arkansas de 2022. En noviembre de 2021, se cambió a la carrera por vicegobernadora, finalmente se convirtió en la nominada para vicegobernadora.

## Educación y vida tempranas
Rutledge nació en Batesville, Arkansas. Se graduó de Southside High School, la Universidad de Arkansas y la Facultad de Derecho William H. Bowen de la Universidad de Arkansas en Little Rock.

## Vida personal
En 2013, Rutledge conoció a Boyce Johnson, un agricultor, en una convención de la Federación de la Oficina Agrícola Estadounidense. Johnson se graduó de la Universidad de Arkansas en 1982 con una licenciatura en agricultura. La pareja se casó en diciembre de 2015. En abril de 2018, Rutledge anunció que esperaba su primer hijo. En julio de 2018, Rutledge dio a luz a una niña. Fue la primera funcionaria constitucional de Arkansas en dar a luz mientras ocupaba el cargo.